# Хрусти (Свентокшиське воєводство)
Хрусти (пол. Chrusty) — село в Польщі, у гміні Заґнанськ Келецького повіту Свентокшиського воєводства.
У 1975-1998 роках село належало до Келецького воєводства.